# Hrdina práce Mongolské lidové republiky
Čestný titul Hrdina práce Mongolské lidové republiky později přejmenovaný na Hrdina práce Mongolska (mongolsky Монгол улсын хөдөлмөрийн баатар) je mongolské vyznamenání založené roku 1956. Udíleno je za vynikající výsledky při ekonomickém rozvoji státu.

## Historie
Vyznamenání bylo založeno dekretem prezidia Velkého lidového churalu Mongolské lidové republiky č. 234 ze dne 31. prosince 1956. Podle statutu řádu náleží příjemci tohoto čestného titulu i Süchbátarův řád. Poprvé bylo ocenění uděleno pracovníku dolu v roce 1957. V roce 1958 jej získal řidič traktoru a v roce 1959 jej získali ovčák a dojič krav. Podle ústavy z roku 1992 byl název země změněn na Mongolsko a podle tohoto vzoru byl upraven i název čestného titulu na Hrdina práce Mongolska.